# Hommelvlinder
De hommelvlinder is een vlinder uit de familie van de pijlstaarten (Sphingidae).
Deze pijlstaart lijkt op het eerste gezicht op een hommel, en zou mede daardoor aangezien kunnen worden voor een wespvlinder. De soort lijkt helemaal sterk op de glasvleugelpijlstaart, maar een voornaam verschil is dat de rand van de vleugel meer bruin is, en bij de glasvleugelpijsltaart meer rood. De voorlvleugellengte is 20 tot 24 millimeter.
De waardplanten van deze soort zijn blauwe knoop en beemdkroon. De soort overwintert als pop. De vlinder vliegt in juni en juli.

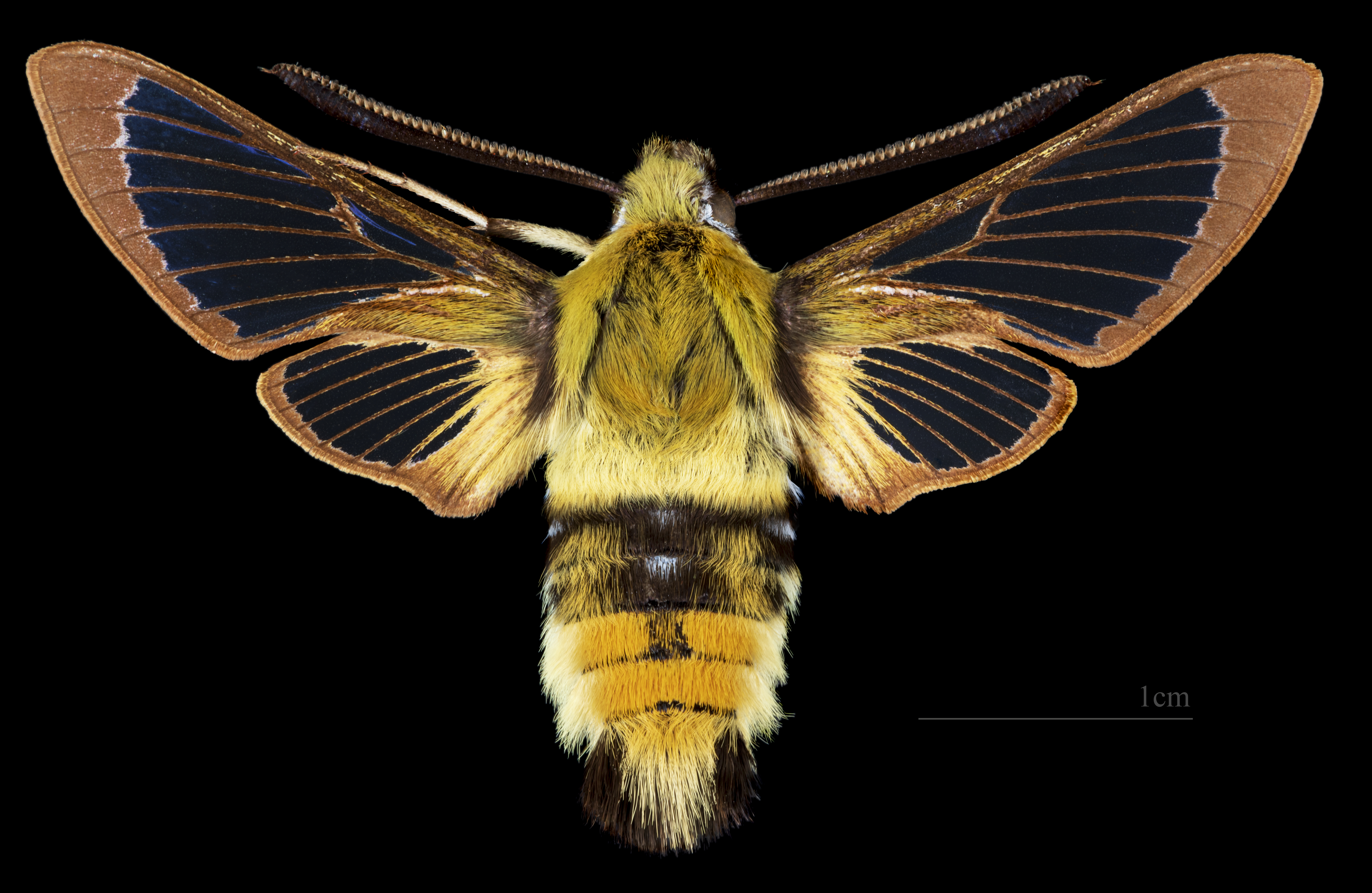
Hemaris tityus ♂
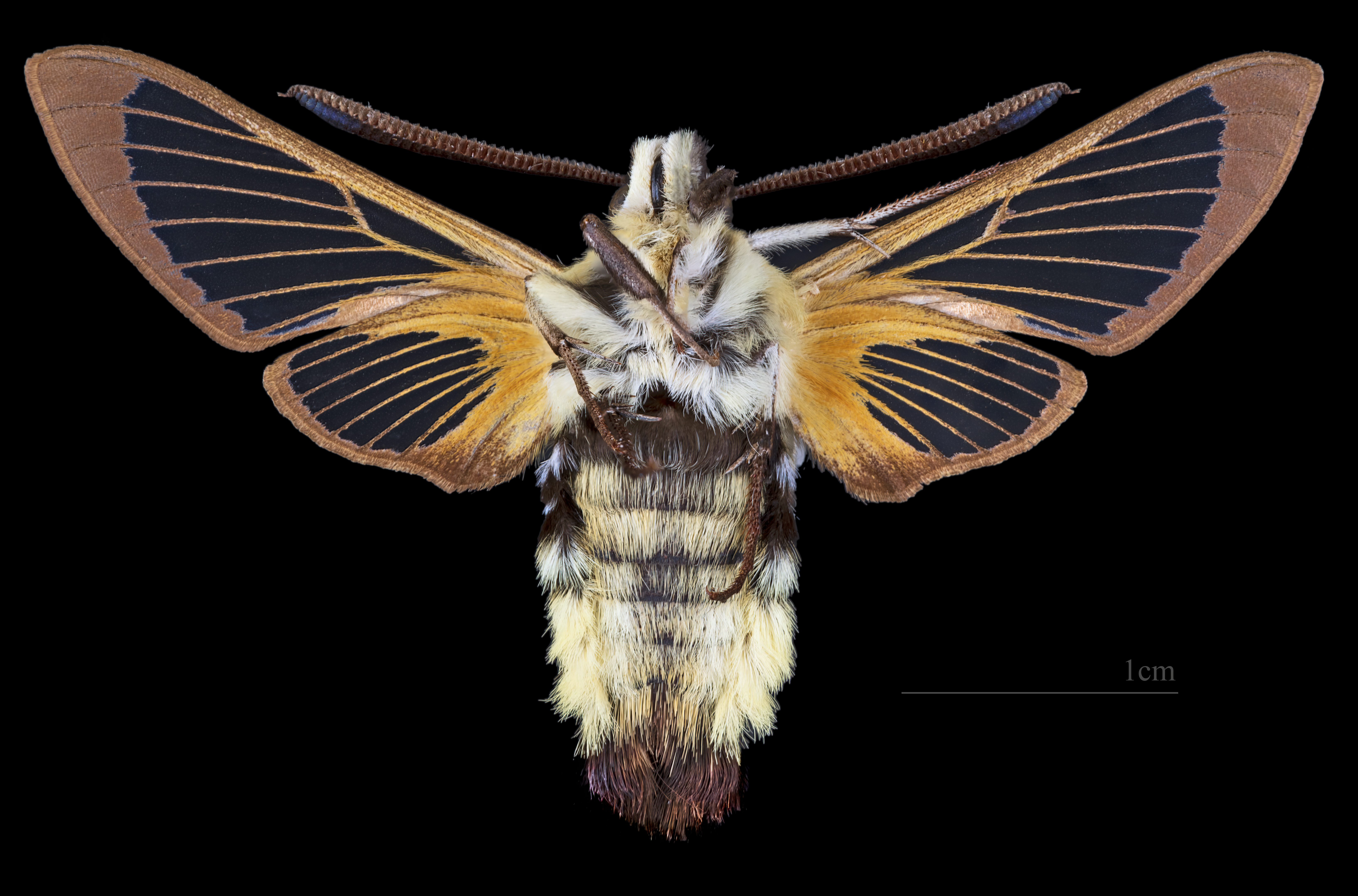
Hemaris tityus ♂   △
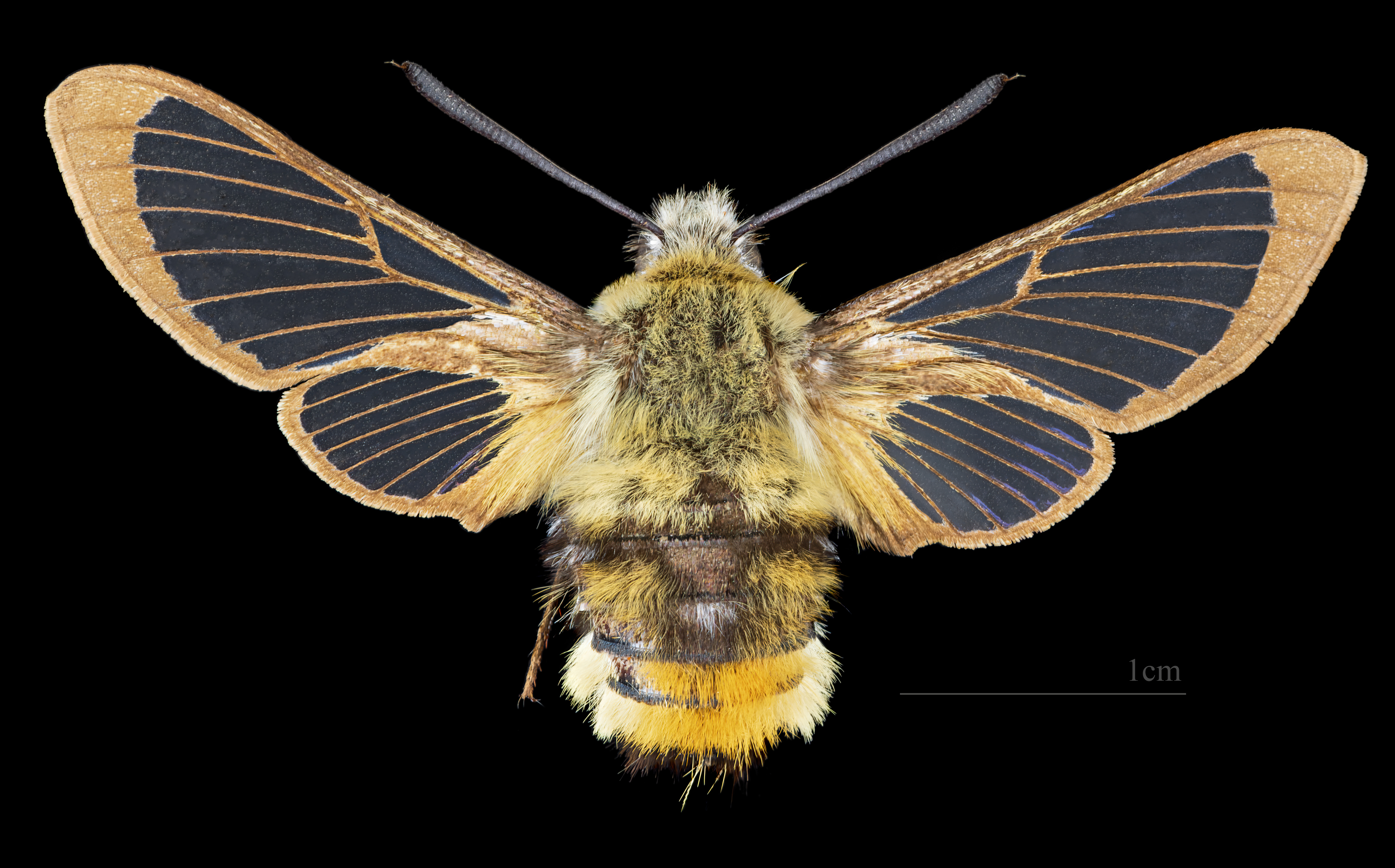
Hemaris tityus ♀
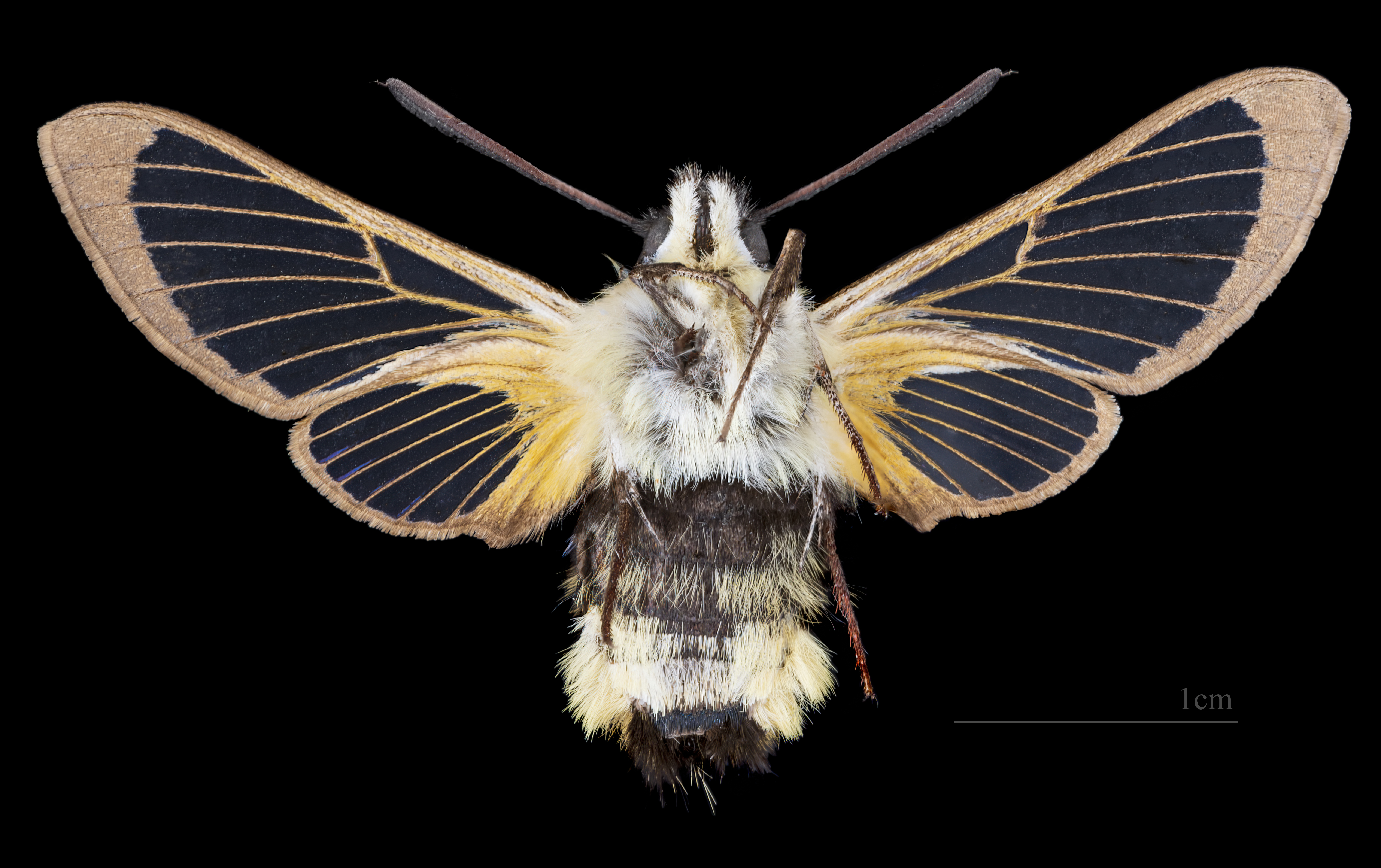
Hemaris tityus ♀ △

## Voorkomen
De soort komt verspreid over Europa en West-Azië voor. In Nederland wordt hij als uitgestorven beschouwd, in België is hij zeer zeldzaam in het zuiden van het land.